# Letov Š-14
Letov Š-14 byl prototyp jednomotorového jednosedadlového stíhacího dvouplošníku. Tento typ byl vyvíjen paralelně s prototypem Letov Š-13. První vzlet Š-14 proběhl v r. 1924, během léta tohoto roku byl prototyp přestavěn na vzpěrový hornoplošník tzv. "Parasol". V této konfiguraci se v zúčastnil druhého leteckého závodu rychlostního "O cenu presidenta československé republiky", kde s tímto strojem pilot Alois Vrecl obsadil 3. místo v hlavním závodě.
Dle knihy „Letov – 100 let od založení první československé továrny na letadla“, vydání 2019, str. 22 a 26, letoun Š-14  vznikl v roce 1923 z letounu Š-4.20. Tento letoun byl vybaven motorem Hispano-Suiza 8Fb o výkonu 300 HP. Zkoušen byl až v roce 1924, a pro rychlostní závod o cenu prezidenta republiky 1924 mu bylo demontováno spodní křídlo a byl přestavěn na parasol. Pro závod dostal startovní číslo 3, a pilot Alois Vrecl s ním doletěl na 3. místě v hlavním závodu (dle časopisu Letectví 1924) s nejvyšší dosaženou rychlostí 246 km/h. 
Dle knihy „Letov – 100 let od založení první československé továrny na letadla“, vydání 2019, str. 23, však byl letoun Š-4.20 zničen dne 14.5.1929 při havárii v Leteckém učilišti v Chebu. Nikde není uvedeno, jak se z velmi upraveného závodního speciálu Š-14 stal opět Š-4.20 pro Letecké učiliště – pokud se opravdu jedná o tentýž stroj.
Pozn.: Letadlo Š-14 bývá označováno i jako a Letov Š-14, ale obchodní název Letov se používal až od října 1926. Toto letadlo bylo vyrobeno v době, kdy se firma jmenovala Československá vojenská továrna na letadla (od září 1924 Vojenská továrna na letadla v Praze), a svoje letadla značila jen písmenem Š, podle konstruktéra Aloise Šmolíka.

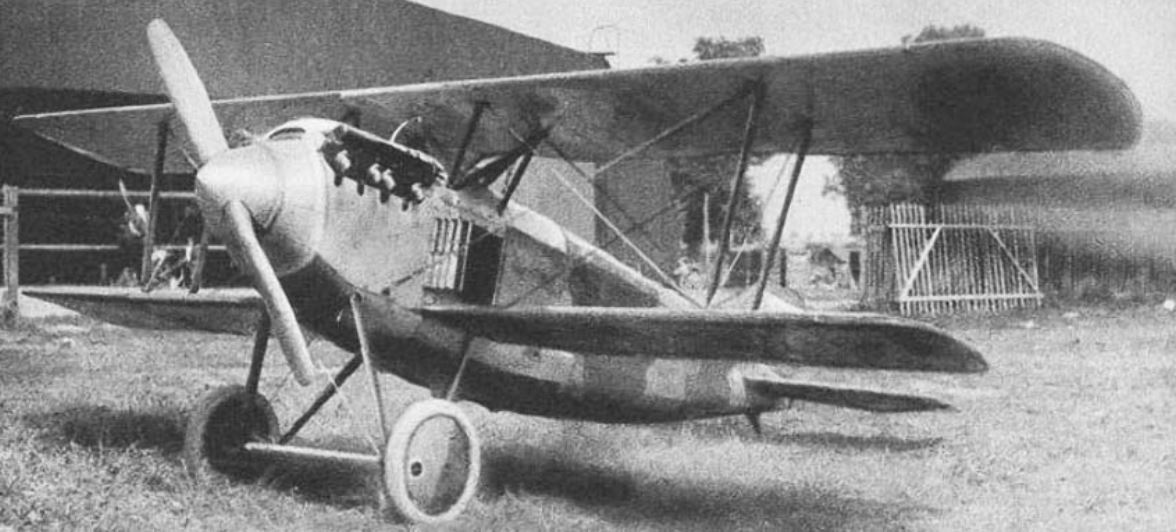
Š-14 dvouplošník

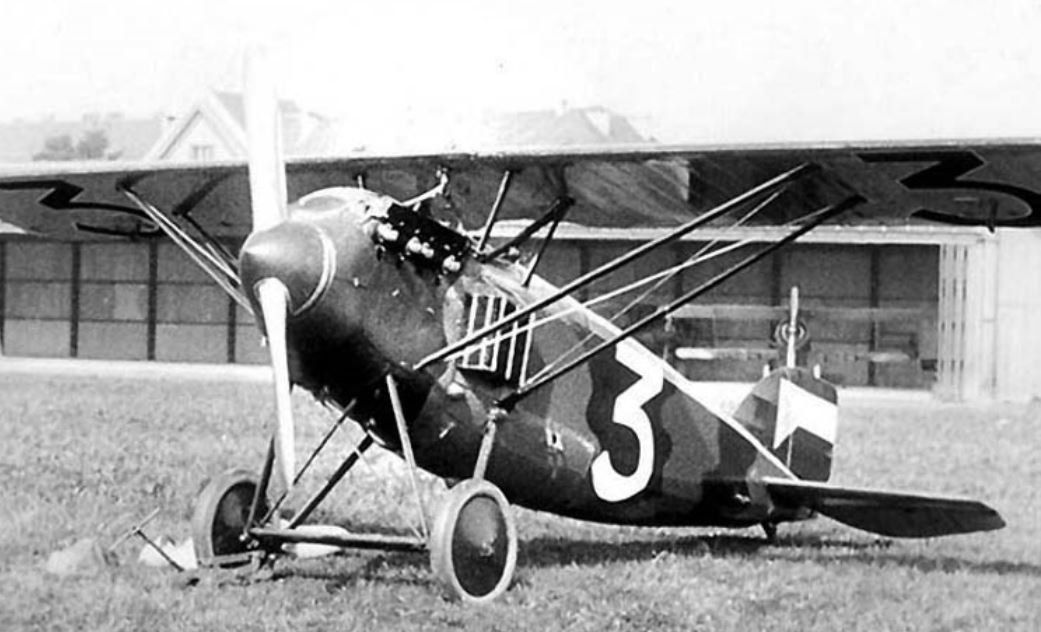
Š-14 hornoplošník

## Specifikace

### Technické údaje
- Posádka: 1 pilot
- Délka: 6,43 m
- Rozpětí: 8,10 m
- Výška: 3,10 m
- Plocha křídel: 10,5 m²
- Prázdná hmotnost: 664 kg
- Vzletová hmotnost : 896 kg
- Pohonná jednotka: 1 × osmiválcový vidlicový motor Škoda Škoda HS 8FB
- Výkon pohonné jednotky: 220 kW (300 k)

### Výkony
- Maximální rychlost: 246 km/h
- Cestovní rychlost: 230 km/h
- Dolet: 450 km
- Dostup: 7000 m
- Stoupavost: 18,5´ na 5000 m
- Poměr výkon/hmotnost: W/kg

### Výzbroj
- 2 x 7,7mm synchronizovaný kulomet